# Campionati europei under 23 di atletica leggera 2005
Il V Campionato europeo under 23 di atletica leggera si è disputato a Erfurt, in Germania, dal 14 al 17 luglio 2005.

## Nazioni partecipanti
Tra parentesi, il numero di atleti partecipanti per nazione.
- Andorra (1)
- Armenia (1)
- Austria (5)
- Azerbaigian (2)
- Belgio (18)
- Bielorussia (31)
- Bosnia ed Erzegovina (2)
- Bulgaria (7)
- Rep. Ceca (15)
- Cipro (4)
- Croazia (3)

- Danimarca (2)
- Estonia (14)
- Finlandia (16)
- Francia (70)
- Germania (77)
- Grecia (22)
- Irlanda (11)
- Islanda (1)
- Israele (2)
- Italia (45)

- Lettonia (11)
- Lituania (14)
- Malta (2)
- Moldavia (2)
- Norvegia (3)
- Paesi Bassi (19)
- Polonia (76)
- Portogallo (4)
- Regno Unito (48)
- Romania (16)

- Russia (56)
- Serbia e Montenegro (6)
- Slovacchia (8)
- Slovenia (5)
- Spagna (39)
- Svezia (20)
- Svizzera (13)
- Turchia (10)
- Ucraina (29)
- Ungheria (18)

## Risultati
I risultati del campionato sono stati:

### Uomini
| Specialità | Oro                                                                   | Prestazione | Argento                                                                | Prestazione | Bronzo                                                                        | Prestazione |
| Corse piane |                                                                       |             |                                                                        |             |                                                                               |             |
| 100 metri | Oudéré Kankarafou Francia                                             | 10"26       | Eddy De Lépine Francia                                                 | 10"30       | Stefan Wieser Germania                                                        | 10"32       |
| 200 metri | David Alerte Francia                                                  | 20"47       | Sebastian Ernst Germania                                               | 20"58       | Koura Kaba Fantoni Italia                                                     | 20"71       |
| 400 metri | Robert Tobin Regno Unito                                              | 46"81       | Kamghe Gaba Germania                                                   | 47"07       | Daniel Dąbrowski Polonia                                                      | 47"44       |
| 800 metri | Kévin Hautcœur Francia                                                | 1'51"29     | Manuel Olmedo Spagna                                                   | 1'51"47     | René Bauschinger Germania                                                     | 1'51"49     |
| 1.500 metri | Arturo Casado Spagna                                                  | 3'47"02     | Stefan Eberhardt Germania                                              | 3'48"09     | Francisco España Spagna                                                       | 3'48"16     |
| 5.000 metri | Anatoliy Rybakov Russia                                               | 14'06"69    | Mo Farah Regno Unito                                                   | 14'10"96    | Aleksey Aleksandrov Russia                                                    | 14'11"10    |
| 10.000 metri | Yevgeniy Rybakov Russia                                               | 29'30"76    | André Pollmächer Germania                                              | 29'33"22    | Marius Ionescu Romania                                                        | 29'34"52    |
| Corse a ostacoli |                                                                       |             |                                                                        |             |                                                                               |             |
| 110 metri ostacoli | David Hughes Regno Unito                                              | 13"56       | Willi Mathiszik Germania                                               | 13"58       | Stanislav Sajdok Rep. Ceca                                                    | 13"66       |
| 400 metri ostacoli | Rhys Williams Regno Unito                                             | 49"60       | Minas Alozidis Grecia                                                  | 50"04       | Ákos Dezso Ungheria                                                           | 50"31       |
| 3000 metri siepi | Radosław Popławski Polonia                                            | 8'32"61     | Halil Akkaş Turchia                                                    | 8'37"38     | Pieter Desmet Belgio                                                          | 8'41"07     |
| Staffette |                                                                       |             |                                                                        |             |                                                                               |             |
| Staffetta 4x100 m | Francia Oudéré Kankarafou Idrissa M'Barke Eddy De Lépine David Alerte | 38"95       | Germania Florian Rentz Marius Broening Sebastian Ernst Till Helmke     | 39"12       | Italia Rosario La Mastra Alessandro Rocco Stefano Anceschi Koura Kaba Fantoni | 39"41       |
| Staffetta 4x400 m | Polonia Witold Bańka Piotr Zrada Daniel Dąbrowski Piotr Kędzia        | 3'04"41     | Regno Unito Andrew Steele Rhys Williams Richard Davenport Robert Tobin | 3'04"83     | Paesi Bassi Daniel Ward Daniel de Wild Sjors Kampen Robert Lathouwers         | 3'04"99     |
| Corse su strada |                                                                       |             |                                                                        |             |                                                                               |             |
| 20 km marcia | Igor Yerokhin Russia                                                  | 1h23'14     | Benjamin Sánchez Spagna                                                | 1h23'30     | Mikalai Seradovich Bielorussia                                                | 1h23'56     |
| Salti |                                                                       |             |                                                                        |             |                                                                               |             |
| Salto in alto | Jaroslav Bába Rep. Ceca                                               | 2,29 m      | Artsiom Zaitsau Bielorussia                                            | 2,27 m      | Yuriy Krymarenko Ucraina                                                      | 2,27 m      |
| Salto con l'asta | Damiel Dossévi Francia                                                | 5,75 m      | Fabian Schulze Germania                                                | 5,65 m      | Jérôme Clavier Francia Matti Mononen Finlandia                                | 5,60 m      |
| Salto in lungo | Danut Simion Romania                                                  | 8,12 m      | Dmitriy Sapinskiy Russia                                               | 8,01 m      | Povilas Mykolaitis Lituania                                                   | 8,00 m      |
| Salto triplo | Aleksandr Sergeyev Russia                                             | 17,11 m     | Aleksandr Petrenko Russia                                              | 17,03 m     | Nelson Évora Portogallo                                                       | 16,89 m     |
| Getto del peso | Anton Lyuboslavskiy Russia                                            | 20,44 m     | Taavi Peetre Estonia                                                   | 19,85 m     | Mika Vasara Finlandia                                                         | 19,84 m     |
| Lanci |                                                                       |             |                                                                        |             |                                                                               |             |
| Lancio del disco | Robert Harting Germania                                               | 64,50 m     | Piotr Małachowski Polonia                                              | 63,99 m     | Dzmitry Sivakou Bielorussia                                                   | 60,62 m     |
| Lancio del martello | Pavel Kryvitski Bielorussia                                           | 73,72 m     | Aliaksandr Kazulka Bielorussia                                         | 73,60 m     | Andrey Azarenkov Russia                                                       | 71,18 m     |
| Lancio del giavellotto | Igor Janik Polonia                                                    | 77,25 m     | Antti Ruuskanen Finlandia                                              | 76,82 m     | Magnus Arvidsson Svezia                                                       | 76,15 m     |
| Prove multiple |                                                                       |             |                                                                        |             |                                                                               |             |
| Decathlon | Aleksey Drozdov Russia                                                | 8196 p.     | Aleksey Sysoyev Russia                                                 | 8089 p.     | Norman Müller Germania                                                        | 7989 p.     |
| record mondiale; record mondiale stagionale; miglior prestazione mondiale under 23; miglior prestazione mondiale stagionale under 23; record europeo; miglior prestazione europea stagionale; miglior prestazione europea under 23; miglior prestazione europea stagionale under 23; record dei campionati; record nazionale; record nazionale under 23; record personale; record personale stagionale. |                                                                       |             |                                                                        |             |                                                                               |             |

### Donne
| Specialità | Oro                                                                               | Prestazione | Argento                                                                  | Prestazione | Bronzo                                                           | Prestazione |
| Corse piane |                                                                                   |             |                                                                          |             |                                                                  |             |
| 100 metri | Maria Karastamati Grecia                                                          | 11"03       | Lina Jacques-Sébastien Francia                                           | 11"46       | Verena Sailer Germania                                           | 11"53       |
| 200 metri | Yelena Yakovleva Russia                                                           | 22"99       | Nikolett Listar Ungheria                                                 | 23"19       | Vincenza Calì Italia                                             | 23"31       |
| 400 metri | Ol'ga Zajceva Russia                                                              | 50"72       | Christine Ohuruogu Regno Unito                                           | 50"73       | Yelena Migunova Russia                                           | 51"59       |
| 800 metri | Yevgeniya Zolotova Russia                                                         | 2'06"00     | Jemma Simpson Regno Unito                                                | 2'06"16     | Élodie Guégan Francia                                            | 2'06"29     |
| 1.500 metri | Corina Dumbrăvean Romania                                                         | 4'14"78     | Olesya Syreva Russia                                                     | 4'16"23     | Antje Möldner Germania                                           | 4'16"34     |
| 5.000 metri | Binnaz Uslu Turchia                                                               | 15'57"21    | Tatyana Petrova Russia                                                   | 16'01"79    | Silvia La Barbera Italia                                         | 16'07"01    |
| 10.000 metri | Tatyana Petrova Russia                                                            | 33'55"99    | Volha Minina Bielorussia                                                 | 34'03"55    | Eva Maria Stower Germania                                        | 34'05"03    |
| Corse a ostacoli |                                                                                   |             |                                                                          |             |                                                                  |             |
| 100 metri ostacoli | Mirjam Liimask Estonia                                                            | 12"93       | Tina Klein Germania                                                      | 12"97       | Anna Yevdokimova Russia                                          | 13"12       |
| 400 metri ostacoli | Yelena Ildeykina Russia                                                           | 56"43       | Anastasiya Trifonova Russia                                              | 56"51       | Sian Scott Regno Unito                                           | 57"02       |
| 3000 metri siepi | Katarzyna Kowalska Polonia                                                        | 9'54"17     | Türkan Erismis Turchia                                                   | 9'55"45     | Svetlana Ivanova Russia                                          | 9'56"44     |
| Staffette |                                                                                   |             |                                                                          |             |                                                                  |             |
| Staffetta 4x100 m | Francia Natacha Vouaux Lina Jacques-Sébastien Aurélie Kamga Ayodele Ikuesan       | 44"22       | Germania Karoline Köhler Verena Sailer Johanna Kedzierski Anne Möllinger | 44"89       | Italia Claudia Baggio Doris Tomasini Alessia Berti Vincenza Calì | 45"03       |
| Staffetta 4x400 m | Russia Anastasiya Ovchinnikova Anastasiya Kochetova Yelena Migunova Ol'ga Zajceva | 3'27"27     | Regno Unito Kim Wall Sian Scott Lisa Miller Christine Ohuruogu           | 3'31"64     | Francia Dora Jemaa Thélia Sigère Johanna Monthe Phara Anacharsis | 3'31"91     |
| Corse su strada |                                                                                   |             |                                                                          |             |                                                                  |             |
| 20 km marcia | Irina Petrova Russia                                                              | 1h33'24     | Olga Kaniskina Russia                                                    | 1h33'33     | Barbora Dibelková Rep. Ceca                                      | 1h34'44     |
| Salti |                                                                                   |             |                                                                          |             |                                                                  |             |
| Salto in alto | Tatjana Kivimägi Russia                                                           | 1,94 m      | Emma Green Svezia                                                        | 1.92 m      | Ariane Friedrich Germania                                        | 1.90 m      |
| Salto con l'asta | Nataliya Kushch Ucraina                                                           | 4,30 m      | Floé Kühnert Germania                                                    | 4,30 m      | Julia Hütter Germania                                            | 4,25 m      |
| Salto in lungo | Carolina Klüft Svezia                                                             | 6,79 m      | Yuliya Zinovyeva Russia                                                  | 6,58 m      | Adina Anton Romania                                              | 6,55 m      |
| Salto triplo | Simona La Mantia Italia                                                           | 14,43 m     | Svetlana Bolshakova Russia                                               | 14,11 m     | Athanasia Perra Grecia                                           | 13,94 m     |
| Lanci |                                                                                   |             |                                                                          |             |                                                                  |             |
| Getto del peso | Petra Lammert Germania                                                            | 18,97 m     | Christina Schwanitz Germania                                             | 18,64 m     | Chiara Rosa Italia                                               | 18,22 m     |
| Lancio del disco | Sabine Rumpf Germania                                                             | 60,75 m     | Dar'ja Piščal'nikova Russia                                              | 59,45 m     | Kateryna Karsak Ucraina                                          | 56,81 m     |
| Lancio del martello | Yekaterina Khoroshikh Russia                                                      | 71,51 m     | Betty Heidler Germania                                                   | 69,64 m     | Nataliya Zolotukhina Ucraina                                     | 67,75 m     |
| Lancio del giavellotto | Annika Suthe Germania                                                             | 57,72 m     | Katharina Molitor Germania                                               | 57,01 m     | Linda Brivule Lettonia                                           | 56,12 m     |
| Prove multiple |                                                                                   |             |                                                                          |             |                                                                  |             |
| Eptathlon | Laurien Hoos Paesi Bassi                                                          | 6291 p.     | Lilli Schwarzkopf Germania                                               | 6196 p.     | Olga Levenkova Russia                                            | 5950 p.     |
| record mondiale; record mondiale stagionale; miglior prestazione mondiale under 23; miglior prestazione mondiale stagionale under 23; record europeo; miglior prestazione europea stagionale; miglior prestazione europea under 23; miglior prestazione europea stagionale under 23; record dei campionati; record nazionale; record nazionale under 23; record personale; record personale stagionale. |                                                                                   |             |                                                                          |             |                                                                  |             |

## Medagliere
Legenda
     Paese ospitante
| Posizione | Paese       | Oro | Argento | Bronzo | Totale |
| --------- | ----------- | --- | ------- | ------ | ------ |
| 1         | Russia      | 15  | 10      | 6      | 31     |
| 2         | Francia     | 6   | 2       | 3      | 11     |
| 3         | Germania    | 4   | 14      | 8      | 26     |
| 4         | Polonia     | 4   | 1       | 1      | 6      |
| 5         | Regno Unito | 3   | 5       | 1      | 9      |
| 6         | Romania     | 2   | 0       | 2      | 4      |
| 7         | Bielorussia | 1   | 3       | 2      | 6      |
| 8         | Spagna      | 1   | 2       | 1      | 4      |
| 9         | Turchia     | 1   | 2       | 0      | 3      |
| 10        | Grecia      | 1   | 1       | 1      | 3      |
| 10        | Svezia      | 1   | 1       | 1      | 3      |
| 12        | Estonia     | 1   | 1       | 0      | 2      |
| 13        | Italia      | 1   | 0       | 6      | 7      |
| 14        | Ucraina     | 1   | 0       | 3      | 3      |
| 15        | Rep. Ceca   | 1   | 0       | 2      | 3      |
| 16        | Paesi Bassi | 1   | 0       | 1      | 2      |
| 17        | Finlandia   | 0   | 1       | 2      | 3      |
| 18        | Ungheria    | 0   | 1       | 1      | 2      |
| 19        | Belgio      | 0   | 0       | 1      | 1      |
| 19        | Lettonia    | 0   | 0       | 1      | 1      |
| 19        | Lituania    | 0   | 0       | 1      | 1      |
| 19        | Portogallo  | 0   | 0       | 1      | 1      |
| Totale    | Totale      | 44  | 44      | 45     | 133    |